# Zóny Nepálu
Zóna (nepálsky अञ्चल, aňčala) byla územní jednotka Nepálu existující do 20. září 2015, kdy vstoupila v platnost nová nepálská ústava, která zavedla provincie jako nové, federativní, jednotky. Zóny byly dále rozděleny do 75 okresů (nepálsky जिल्ला, džilla). Zóny, seskupeny do pěti oblastí, byly tyto:
1. Bágmatí
2. Bhérí
3. Dhaulágirí
4. Gándakí
5. Džanakpur
6. Karnálí
7. Kóší
8. Lumbiní
9. Mahákálí
10. Méčí
11. Nárájaní
12. Ráptí
13. Ságarmátha
14. Sétí